# Caesalpinia digyna
Caesalpinia digyna är en ärtväxtart som beskrevs av Johan Peter Rottler. Caesalpinia digyna ingår i släktet Caesalpinia och familjen ärtväxter. Inga underarter finns listade i Catalogue of Life.